# Верховонданське сільське поселення
Верховонда́нське сільське поселення (рос. Верховонданское сельское поселение) — адміністративна одиниця у складі Даровського району Кіровської області Росії. Адміністративний центр поселення — село Верховонданка.

## Історія
Станом на 2002 рік на території сучасного поселення існували такі адміністративні одиниці:
- Александровський сільський округ (село Александровське, присілки Великий Лом, Єрдяки, Клімани, Кокуші, Коневи, Коніха, Малий Лом, Манінці)
- Верховонданський сільський округ (село Верховонданка, присілки Анисіменки, Бараки, Башари, Великі Пархачі, Малі Пархачі, Мухачі)

Поселення було утворене згідно із законом Кіровської області від 7 грудня 2004 року № 284-ЗО у рамках муніципальної реформи шляхом об'єднання Александровського та Верховонданського сільських округів.

## Населення
Населення поселення становить 577 осіб (2017; 593 у 2016, 601 у 2015, 600 у 2014, 605 у 2013, 603 у 2012, 631 у 2010, 984 у 2002).

## Склад
До складу поселення входять 7 населених пунктів:
| Населений пункт          | Населення, осіб (2002) | Населення, осіб (2010) |
| ------------------------ | ---------------------- | ---------------------- |
| Александровське, село    | 303                    | 151                    |
| Анисіменки, присілок     | 0                      | -                      |
| Бараки, присілок         | 10                     | 0                      |
| Башари, присілок         | 6                      | 0                      |
| Великий Лом, присілок    | 8                      | -                      |
| Великі Пархачі, присілок | 7                      | -                      |
| Верховонданка, село      | 575                    | 455                    |
| Єрдяки, присілок         | 25                     | 11                     |
| Клімани, присілок        | 5                      | 1                      |
| Кокуші, присілок         | 0                      | -                      |
| Коневи, присілок         | 7                      | -                      |
| Коніха, присілок         | 4                      | -                      |
| Малий Лом, присілок      | 3                      | -                      |
| Малі Пархачі, присілок   | 3                      | -                      |
| Манінці, присілок        | 0                      | -                      |
| Мухачі, присілок         | 28                     | 13                     |